# Phoenix Mercury 2020
La stagione 2020 delle Phoenix Mercury fu la 24ª nella WNBA per la franchigia.
Le Phoenix Mercury arrivarono quinte nella Western Conference con un record di 13-9. Nei play-off vinsero il primo turno con le Washington Mystics (1-0), perdendo poi il secondo turno con le Minnesota Lynx (1-0).

## Roster
| N° | Naz.                   | Ruolo | Sportivo                 | Anno | Alt. | Peso |
| -- | ---------------------- | ----- | ------------------------ | ---- | ---- | ---- |
| 1  | Stati Uniti (bandiera) | C     | Kia Vaughn               | 1987 | 193  | 93   |
| 2  | Stati Uniti (bandiera) | G     | Shatori Walker-Kimbrough | 1995 | 175  | 64   |
| 3  | Stati Uniti (bandiera) | G     | Diana Taurasi            | 1982 | 183  | 78   |
| 4  | Stati Uniti (bandiera) | G     | Skylar Diggins           | 1996 | 175  | 66   |
| 9  | Stati Uniti (bandiera) | G     | Sophie Cunningham        | 1996 | 185  | 77   |
| 10 | Stati Uniti (bandiera) | A     | Nia Coffey               | 1995 | 185  | 83   |
| 11 | Australia (bandiera)   | A     | Alanna Smith             | 1996 | 191  | 82   |
| 14 | Stati Uniti (bandiera) | G     | Bria Hartley             | 1992 | 173  | 67   |
| 21 | Stati Uniti (bandiera) | A     | Brianna Turner           | 1996 | 191  | 77   |
| 42 | Stati Uniti (bandiera) | C     | Brittney Griner          | 1990 | 203  | 94   |
|    | Stati Uniti (bandiera) | A     | Alisia Jenkins           | 1994 | 185  | 73   |
|    | Stati Uniti (bandiera) | G     | Shey Peddy               | 1988 | 170  | 66   |

## Staff tecnico
- Allenatore: Sandy Brondello
- Vice-allenatori: Julie Hairgrove, Penny Taylor
- Preparatore atletico: Hannah Breck
- Preparatore fisico: Derrick Nillissen